# Balide
Balide ist ein Stadtteil der osttimoresischen Landeshauptstadt Dili. „Balidi“ bedeutet auf Mambai „Sternfruchtbaum“.

## Geographie

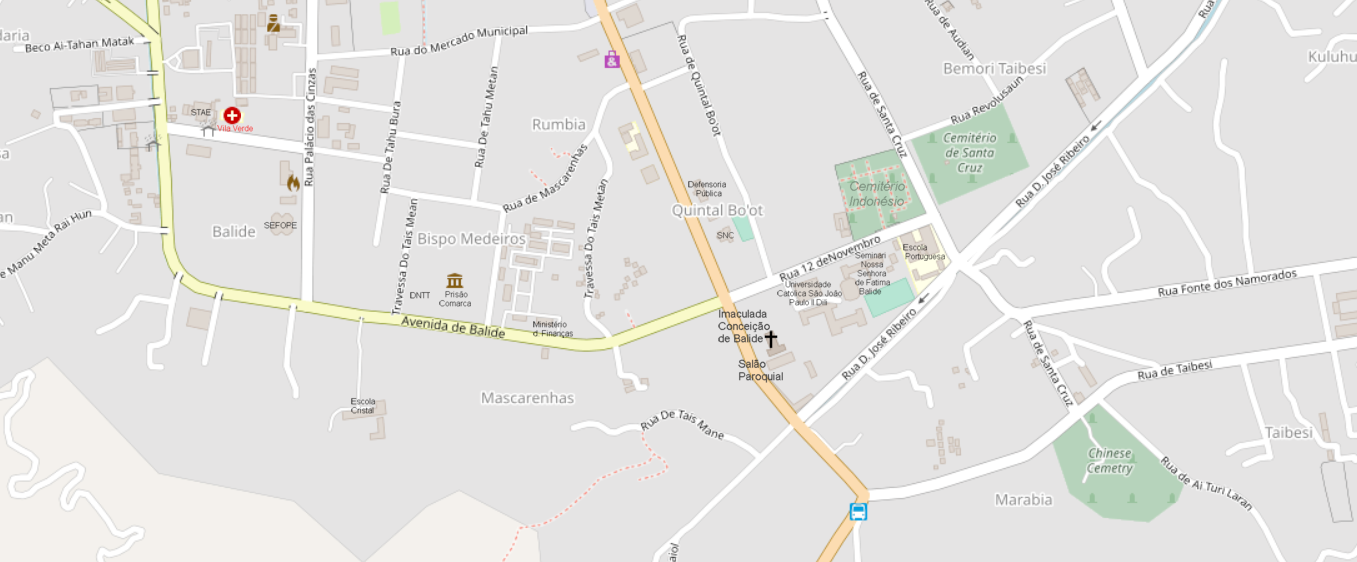
Straßenkarte von Balide

Balide teilt sich auf die Sucos Caicoli, Mascarenhas (Verwaltungsamt Vera Cruz) und Santa Cruz (Verwaltungsamt Nain Feto) auf. Manche Karten dehnen Balide bis in den Suco Vila Verde (Vera Cruz) aus.
Das Gebiet in Vila Verde reicht bis zum Viertel Tuanalaran. Nach Norden hin bildet die Av. Mouzinho de Albuquerque die Grenze zum Stadtteil Bispo Medeiros (Suco Mascarenhas) und im Süden liegen jenseits der Besiedlungsgrenze die Hügel Dilis. Zu Mascarenhas gehören unter anderem die Aldeias Alto Balide und Baixo Balide. Östlich der Avenida Francisco do Amaral (ehemals Av. Bispo Medeiros) gehört Balide zu Santa Cruz und wird nach Osten durch die Av. Audian und nach Süden durch die Rua Dom José Ribeiro begrenzt.

## Geschichte

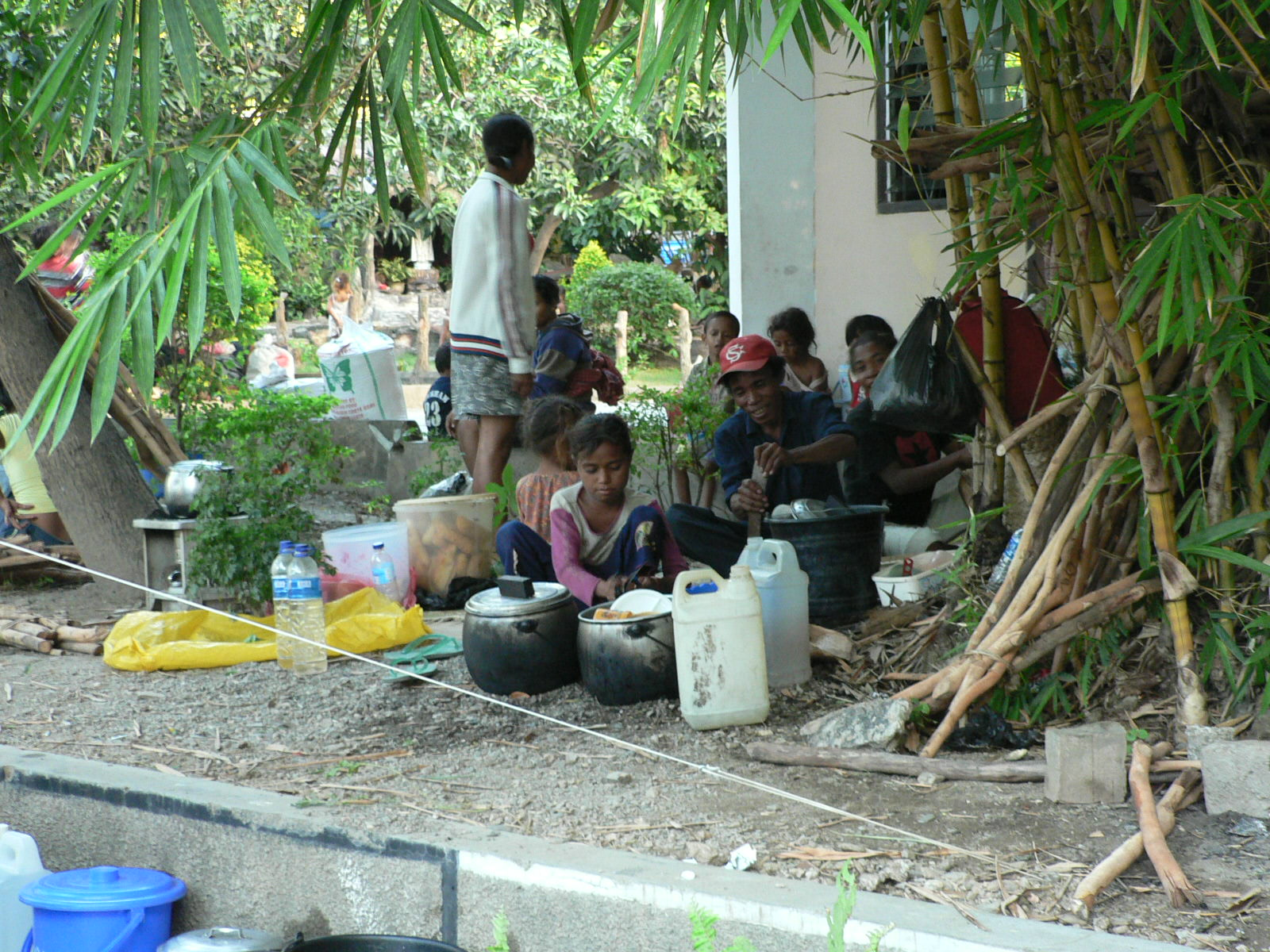
Flüchtlingslager in Balide 2006

In Balide befindet sich das ehemalige Gefängnis Comarca, das noch aus der portugiesischen Kolonialzeit stammt. Während der indonesischen Besetzung wurden hier politische Gefangene gefoltert. Die letzten Insassen wurden im September 1999 befreit. Unter der Verwaltung durch die UN wurde das verlassene Gebäude ab Januar 2002 renoviert und ab dem 17. Februar 2003 zum Sitz der Empfangs-, Wahrheits- und Versöhnungskommission von Osttimor (CAVR), deren Arbeit nun vom Centro Nacional Chega! weitergeführt wird. 65 Graffiti von osttimoresischen Künstlern erzählen von der Zeit der Besatzung. Die acht Einzelhaftzellen wurden im Originalzustand belassen. Außerdem gibt es eine Bibliothek und ein Dokumentationszentrum. Seit Ende der Arbeit der CAVR führt die Erinnerungsstätte die Vereinigung ehemaliger politischer Gefangener (ASSEPOL).
Während der Unruhen von 2006 führten die Canossianer in ihrem Konvent ein Flüchtlingslager.

## Einrichtungen

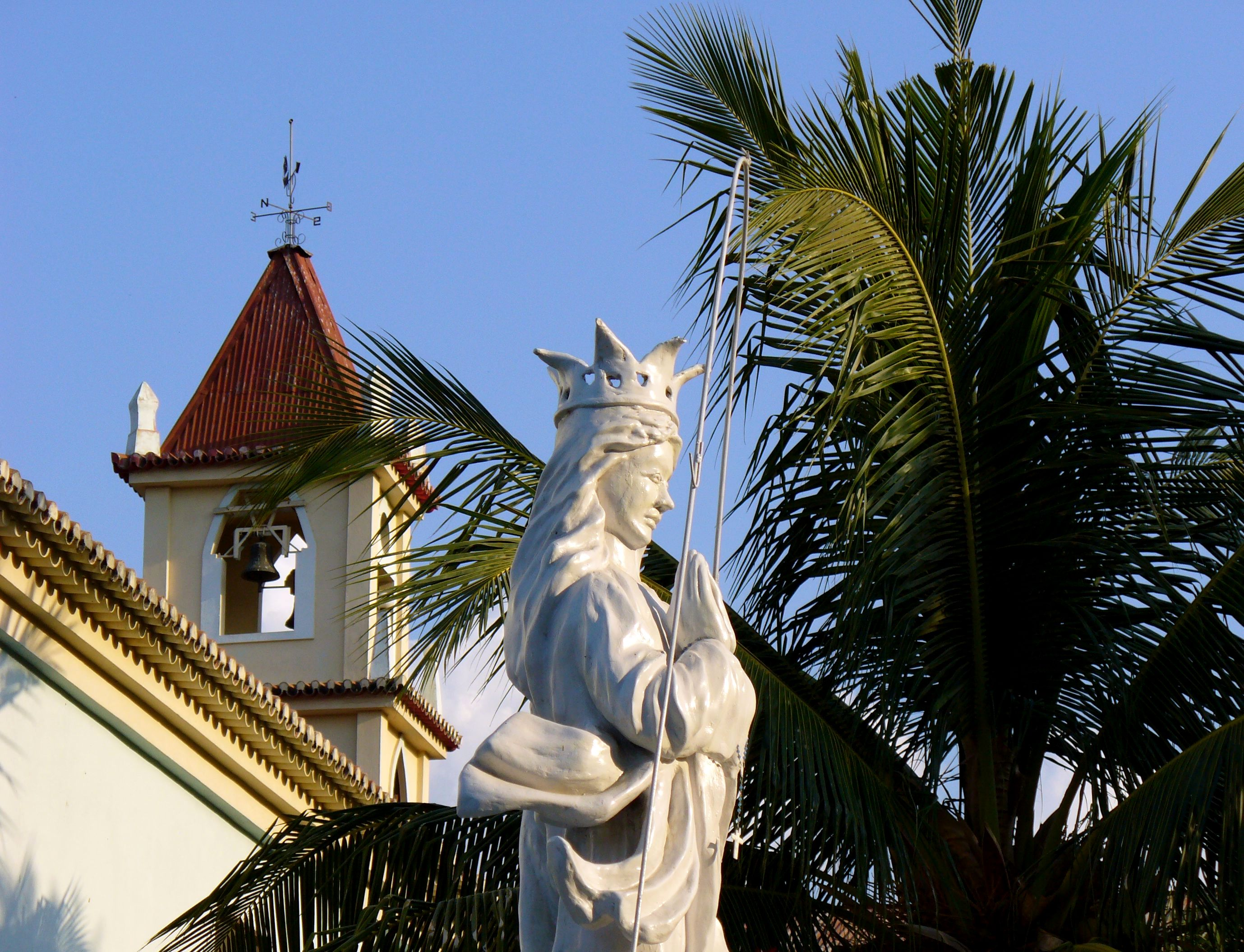
Die Kirche von Balide aus dem Jahre 1939

Im Teil von Balide, der zu Santa Cruz gehört, befinden sich die Mariä-Empfängnis-Kirche von Balide, das Colégio de São José, die Universidade Católica Timorense São João Paulo II., das Priesterseminar Nossa Senhora da Fatima, die Grundschule São Luís (Escola Primaria Katolica Balide) und die Escola Portuguesa Ruy Cinatti. Im Teil, der zu Mascarenhas gehört, liegt eine Grundschule (Escola Kristal Balide), die die Escola Secundária nº4 de Balide, das Convento das Madres Canussianas, die Sekundärschule Ensino Secundário Cristal und die Universidade de Díli (UNDIL).